# Family Tree
Family Tree är en samlingsbox av den isländska musikern Björk, utgivet den 4 november 2002 på One Little Indian Records. Boxen består av en bok med texter betitlad "Words", fem 3-tums CD-skivor med sällsynt och tidigare outgivet material samt en vanlig CD bestående av "Greatest Hits" (ej att förväxla med albumet Greatest Hits som släpptes samma år) som Björk valt ut själv.

## Innehåll

### CD 1: Roots 1
Längd: 14:05.
1. "Síðasta Ég" (The Elgar Sisters) - 3.00 (Ursprungligen från singeln Big Time Sensuality)
2. "Glóra" (The Elgar Sisters) - 1.42 (Flute instrumental, ursprungligen från singeln Big Time Sensuality)
3. "Fuglar" (KUKL) - 3.00
4. "Ammæli" (The Sugarcubes) - 3:55 (Första gången den släpptes på CD)
5. "Mamma" (The Sugarcubes) - 02:57

### CD 2: Roots 2
Längd: 17:28.
1. "Immature" - 02:53 (Björk's version, ursprungligen från singeln Jóga)
2. "Cover Me" - 03:07 (Cave version, ursprungligen från singeln  Army of Me)
3. "Generous Palmstroke" - 04:42 (Live, även på albumet Vespertine Live)
4. "Jóga" (Strings & Vocals) - 04:42 (Ursprungligen från singeln  Jóga)
5. "Mother Heroic" - 02:44 (B-sida, ursprungligen från singeln Hidden Place)

### CD 3: Beats
Längd: 16:28.
1. "The Modern Things" - 04:11 (Demo version, tidigare outgiven)
2. "Karvel" - 04:30 (Ursprungligen från singeln  I Miss You)
3. "I Go Humble" - 04:47 (Ursprungligen från singeln  Isobel)
4. "Nature Is Ancient" - 03:40 (Ursprungligen från singeln Bachelorette med titeln "My Snare")

### CD 4: Strings 1
Längd: 18:18.
Alla låtar är stråkversioner av respektive originallåt.
1. "Unravel" - 03:38 (Live at Union Chapel)
2. "Cover Me" - 02.50 (Live)
3. "Possibly Maybe" - 04:55 (Live)
4. "The Anchor Song" - 03:44 (Live)
5. "Hunter" - 04:31 (Studio)

### CD 5: Strings 2
Längd: 19:00.
Alla låtar är stråkversioner av respektive originallåt.
1. "All Neon Like" - 05:07 (Live at Union Chapel)
2. "I've Seen It All" - 05:59 (Live)
3. "Bachelorette" - 05:09 (Studio)
4. "Play Dead" - 03:25 (Studio)

### CD 6: Greatest Hits as Chosen by Björk
Längd: 59:25.
1. "Venus as a Boy" - 04:41
2. "Hyperballad" - 05:23
3. "You've Been Flirting Again" - 02:29
4. "Isobel" - 05:23
5. "Jóga" - 05:04
6. "Unravel" - 03:18
7. "Bachelorette" - 05:17
8. "All Is Full of Love" - 04:46 (Video version)
9. "Scatterheart" - 06:39
10. "I've Seen It All" - 05:29
11. "Pagan Poetry" - 05:14
12. "It's Not Up To You" - 05:08

### Booklet - Words
1. "All is Full of Love" (Björk)
2. "Aurora" (Björk)
3. "Cocoon" (Björk and Thomas Knak)
4. "Cover Me" (Björk)
5. "Headphones" (Björk och Tricky)
6. "Human Behaviour" (Björk)
7. "Hyperballad" (Björk)
8. "Jóga" (Björk och Sjón)
9. "Pagan Poetry" (Björk)
10. "Pluto" (Björk and Mark Bell)
11. "Scatterheart" (Björk, Sjón och Lars von Trier)
12. "The Anchor Song" (Björk)
13. "The Modern Things" (Björk)
14. "Unravel" (Björk)
15. "Venus as a Boy" (Björk)
16. "All Neon Like" (Björk)